# Cucuyagua
Cucuyagua é um município de Honduras, localizado no departamento de Copán.